# Herbita aglausaria
Herbita aglausaria là một loài bướm đêm trong họ Geometridae.